# Elke Erb
Elke Erb (Rheinbach [antes Scherbach], Alemania, 18 de febrero de 1938-Berlín, Alemania, 22 de enero de 2024) fue una escritora, lectora y traductora alemana.

## Vida y obra
Era una de las tres hijas del investigador literario Ewald Erb y la hermana mayor de la escritora Ute Erb. Su padre fue reclutado en la Wehrmacht pero quedó pronto arrestado por su filiación izquierdista, Ewald Erb se llevó a su familia de Renania a Halle, tras la Segunda Guerra Mundial y allí sus hijas residieron en las fundaciones Francke, formándose en la RDA. Entre 1958 y 1959 trabajó como agricultora, y después empezó a estudiar germanística, filología eslava, historia y pedagogía en Halle. En 1965 comenzó a trabajar como lectora en la editorial Mitteldeutscher Verlag. Entre 1967 y 1978 estuvo casada con Adolf Endler.
Desde 1966 era escritora independiente. Su primera traducción de entidad, aparecida en 1974, fue de unos textos de Marina Zwetajewa. Ha escrito prosa, poesía, traducciones (novelas de Oleg Jurjew, textos de Olga Martynowa, etc.) y adaptaciones, sobre todo del ruso, además de ser editora.
Su cercanía con movimientos pacifistas independientes dentro de la Alemania Oriental, su colaboración en una antología poética no oficial y su protesta por la expatriación del defensor de los derechos civiles Roland Jahn motivó que fuera objeto de vigilancia por parte de la Stasi.
Era miembro de la Sächsische Akademie der Künste y desde mayo de 2012 de la Academia de las Artes de Berlín. Residía en Berlín hasta su fallecimiento.

## Obras
- Gutachten. Poesie und Prosa (1975)
- Einer schreit: Nicht! Geschichten und Gedichte (1976)
- Der Faden der Geduld (1978)
- Trost. Gedichte und Prosa (1982)
- Vexierbild (1983)
- Kastanienallee. Texte und Kommentare (1987)
- Winkelzüge oder Nicht vermutete, aufschlußreiche Verhältnisse (1991)
- Nachts, halb zwei, zu Hause. Texte aus drei Jahrzehnten (1991)
- Poets Corner 3: Elke Erb (1991)
- Unschuld, du Licht meiner Augen (1994)
- Der wilde Forst, der tiefe Wald. Auskünfte in Prosa (1995)
- Mensch sein, nicht. Gedichte und andere Tagebuchnotizen (1998)
- Leibhaftig lesen (1999)
- Sachverstand (2000)
- Lust. 2 Gedichte (2001)
- Parabel (2002)
- die crux (2003)
- Gänsesommer (2005)
- Freunde hin, Freunde her (2005)
- Sonanz. 5-Minuten-Notate (2008)
- Wegerich. Wahn. Denn Wieso? (2008)
- Meins (2010)
- Elke Erb (2012)
- Das Hündle kam weiter auf drein (2013)
- Sonnenklar (2015)

## Traducciones
- Oleg Jurjew: Halbinsel Judatin (2014)

## Reconocimientos
- 1988 Premio Peter Huchel
- 1990 Premio Heinrich Mann[7]
- 1993 Ehrengabe der Schillerstiftung
- 1994 Medalla Rahel Varnhagen von Ense
- 1995 Premio Erich Fried
- 1995 Huésped de honor del Deutsche Akademie Rom Villa Massimo
- 1995 Ida-Dehmel-Literaturpreis
- 1999 Norbert Conrad Kaser-Lyrikpreis
- 1999 Premio F. C. Weiskopf
- 2007 Premio Hans Erich Nossack
- 2011 Preis der Literaturhäuser
- 2011 Erlanger Literaturpreis für Poesie als Übersetzung
- 2012 Premio Roswitha
- 2012 Premio Georg Trakl
- 2013 Premio Ernst Jandl
- 2014 Premio Anke Bennholdt Thomsen